# Fritz Kehl
Fritz Kehl (* 12. Juli 1937 in Basel) ist ein ehemaliger Schweizer Fussballspieler, der unter anderem für den FC Winterthur und FC Zürich spielte. 1962 gehört er zum Aufgebot der Schweizer Nationalmannschaft an der WM in Chile.

## Karriere
Kehl kam im Juli 1957 kurz nach seinem 20. Geburtstag vom Amateurligaverein FC Emmenbrücke zum B-Ligisten FC Zürich. In seiner ersten Saison in Zürich wurde der Verteidiger als Stammkraft eingesetzt und half den Zürchern mit 22 Einsätzen beim Wiederaufstieg. In der höchsten Spielklasse kam Kehl dann zu weniger Spielpraxis, erst in der Saison 1960/61 und dann in der 1961/62 kam er wieder zu regelmässigen Einsätzen. Im Mai 1962 wurde er von Karl Rappan in den WM-Kader für Chile nachberufen, kam jedoch nicht zum Einsatz. In seiner letzten Saison beim FCZ kam er, auch verletzungsbedingt, kaum mehr zu Einsätzen.
1963 wechselte er zum Aufsteiger FC Schaffhausen, bei dem er in der kommenden Saison als Stammspieler insgesamt 22 Spiele absolvierte und zwei Tore schoss, jedoch den Abstieg der Munotstädter auch nicht verhindern konnte.
Nach noch einer Saison in Schaffhausen wechselte er im Sommer 1965 in die Eulachstadt zum FC Winterthur. Mit Winterthur machte Kehl das Auf und Ab der kommenden Jahre als Stammkraft mit. Mit Kehl stieg der Verein 1966 in die höchste Spielklasse auf. In der Saison 1966/67 bestritt er 20 NLA-Spiele mit Winterthur schoss dabei ein Tor. Nach dem sofortigen Wiederabstieg kündigte Kehl, mit 31 Jahren ältester Spieler im Kader, seinen Rücktritt vom Profifussball an. Er unterstützte den Verein jedoch noch bis Ende Saison auf seiner Mission zum erfolgreichen Wiederaufstieg in Nationalliga A. Als Rechtsverteidiger steuerte er dabei in der drittletzten Runde gegen Aarau ein wichtiges Tor bei, dass dem FCW den vorzeitigen Aufstieg ermöglichte.
Nach Karriereende wurde er vom damaligen 2. Liga-Verein FC Wil als Trainer verpflichtet.